# Harlan Coben

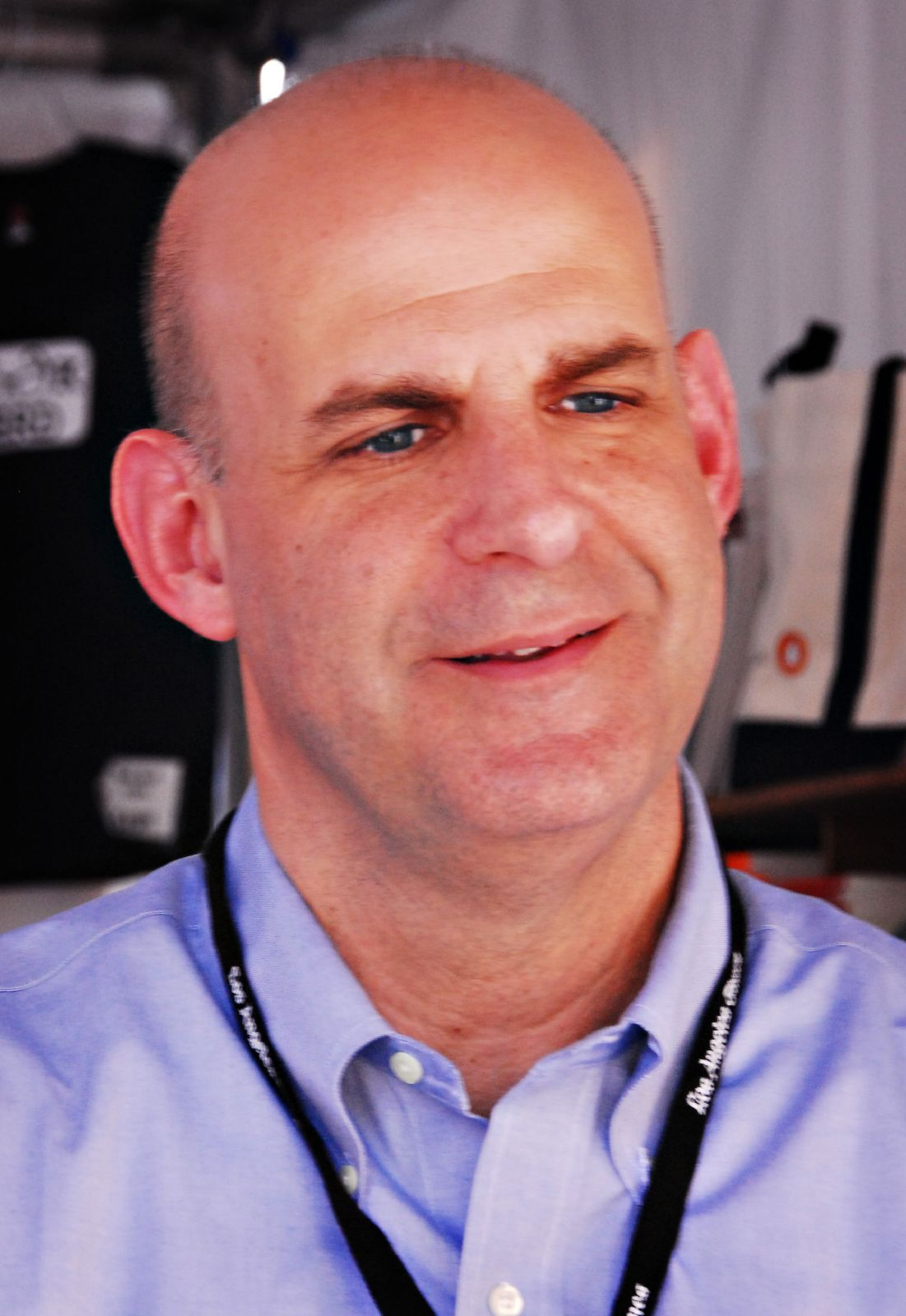
Harlan Coben (2008)

Harlan Coben (* 4. Januar 1962 in Newark, New Jersey) ist ein US-amerikanischer Thriller-Autor. Er ist der erste Schriftsteller, dem es gelang, mit dem Edgar Allan Poe Award, dem Shamus Award und dem Anthony Award die drei wichtigsten US-amerikanischen Krimipreise zu gewinnen. Seine Bücher wurden in 45 Sprachen übersetzt und sind in zahlreichen Ländern Bestseller.

## Leben und Karriere
Nach einem Studium der Politikwissenschaft am Amherst College arbeitete Coben zunächst in der Reisebranche. Nach zwei wenig bekannt gewordenen Frühwerken schrieb er 1995 sein erstes Buch über die Erlebnisse des Sportmanagers Myron Bolitar, woraus eine von Kritikern gelobte Romanserie wurde. Nach sieben Büchern mit derselben Hauptperson wollte Coben dann etwas Neues ausprobieren: „Ich hatte eine großartige Idee, die für Myron Bolitar einfach nicht funktioniert hätte.“
Das Ergebnis war der Bestseller Kein Sterbenswort, der einer der am meisten ausgezeichneten Thriller im Jahr 2001 wurde. Coben knüpfte an den Erfolg mit den Büchern Kein Lebenszeichen, Keine zweite Chance, Kein böser Traum und Kein Friede den Toten an. Durch die Erwähnung derselben Figuren in verschiedenen Werken kreiert Coben sein eigenes Universum, in dem sowohl die Myron-Bolitar-Reihe als auch alle nachfolgenden Bücher spielen.
Coben war seit über einem Jahrzehnt der erste Schriftsteller, der gebeten wurde, eine Geschichte für die New York Times zu schreiben. Seine Vatertags-Kurzgeschichte erschien im Juni 2003. Der 2006 erschienene Roman Ein verhängnisvolles Versprechen ist wieder ein Teil der Myron-Bolitar-Serie; auch in dessen Welt sind seit seinem letzten Abenteuer sechs Jahre vergangen.
Coben gewann den Edgar Allan Poe Award der Mystery Writers of America und wurde noch zweimal dafür nominiert. Ferner gewann er den Anthony Award auf der World Mystery Conference und wurde später dafür erneut nominiert. Er gewann den Shamus Award von Private Eye Writers of America und wurde auch dafür später noch einmal nominiert, außerdem wurde er zweimal für den Dilys Award von der Independent Mystery Booksellers Association nominiert.
Er lebt mit seiner Frau Anne Armstrong-Coben, einer Kinderärztin, in Ridgewood; sie haben vier Kinder.

## Werke
Myron-Bolitar-Reihe
- 1995 Deal Breaker
  - Das Spiel seines Lebens, dt. von Gunnar Kwisinski; Goldmann, München 2001. ISBN 978-3-442-54149-2.
- 1996 Drop Shot
  - Schlag auf Schlag, dt. von Gunnar Kwisinski; Goldmann, München 2001. ISBN 978-3-442-54155-3.
- 1996 Fade Away
  - Der Insider, dt. von Gunnar Kwisinski und Kathrin Pussig; Goldmann, München 2007. ISBN 978-3-442-44534-9.
- 1997 Back Spin
  - Preisgeld, dt. von Gunnar Kwisinski und Friedo Leschke; Goldmann, München 2016. ISBN 978-3-442-48459-1.
- 1998 One False Move
  - Abgeblockt, dt. von Gunnar Kwisinski und Friedo Leschke; Goldmann, München 2017. ISBN 978-3-442-48461-4.
- 1999 The Final Detail
  - Böses Spiel, dt. von Gunnar Kwisinski und Friedo Leschke; Goldmann, München 2017. ISBN 978-3-442-48462-1.
- 2000 Darkest Fear
  - Seine dunkelste Stunde, dt. von Gunnar Kwisinski und Friedo Leschke; Goldmann, München 2018. ISBN 978-3-442-48465-2.
- 2006 Promise Me
  - Ein verhängnisvolles Versprechen, dt. von Gunnar Kwisinski; Goldmann, München 2007. ISBN 978-3-442-46344-2.
- 2009 Long Lost
  - Von meinem Blut, dt. von Gunnar Kwisinski; Goldmann, München 2010. ISBN 978-3-442-47278-9.
- 2011 Live Wire
  - Sein letzter Wille, dt. von Gunnar Kwisinski; Goldmann, München 2012. ISBN 978-3-442-47658-9.
- 2016 Home
  - Der Preis der Lüge, dt. von Gunnar Kwisinski; Goldmann, München 2018. ISBN 978-3-442-48734-9.
- 2024 Think Twice
  - Nichts ruht für immer, dt. von Gunnar Kwisinski; Goldmann, München 2024. ISBN 978-3-442-20679-7.

Privatdetektiv-Wilde-ermittelt-Reihe
- 2020 The Boy from the Woods
  - Der Junge aus dem Wald, dt. von Gunnar Kwisinski; Goldmann, München 2021. ISBN 978-3-442-49230-5.
- 2022 The Match
  - Was im Dunkeln liegt, dt. von Gunnar Kwisinski; Goldmann, München 2022. ISBN 978-3-442-20631-5.

Windsor Horne Lockwood III (Spin-off der Myron-Bolitar-Reihe)
- 2021 Win
  - Nichts bleibt begraben, dt. von Gunnar Kwisinski; Goldmann, München 2022. ISBN 978-3-442-49351-7[3]

Mickey Bolitar – Jugendthriller (Spin-off der Myron-Bolitar-Reihe mit dessen Neffen Mickey Bolitar)
- 2011 Shelter
  - Nur zu deinem Schutz, dt. von Anja Galić; cbt, München 2012. ISBN 978-3-570-16143-2.
- 2012 Seconds Away
  - Seconds away, dt. von Anja Galić; cbt, München 2015. ISBN 978-3-570-30881-3.
  - Das dunkle Haus, gleiche Übersetzung; cbt, München 2017. ISBN 978-3-570-31144-8.
- 2014 Found
  - Das geheimnisvolle Grab, dt. von Anja Galić; cbt, München 2017. ISBN 978-3-570-31145-5.

andere Thriller
- 1990 Play dead
  - Honeymoon, dt. von Charlotte Breuer und Norbert Möllemann; Goldmann, München 2019. ISBN 978-3-442-48464-5.
- 1991 Miracle Cure
  - Totgesagt, dt. von Charlotte Breuer und Norbert Möllemann; Goldmann, München 2019. ISBN 978-3-442-48463-8.
- 2001 Tell No One
  - Kein Sterbenswort, dt. von Gunnar Kwisinski; Goldmann, München 2004: ISBN 978-3-442-45251-4; verfilmt 2006 als Kein Sterbenswort (Ne le dis à personne)
- 2002 Gone For Good
  - Kein Lebenszeichen, dt. von Gunnar Kwisinski; Goldmann, München 2005. ISBN 978-3-442-45688-8.
- 2003 No Second Chance
  - Keine zweite Chance, dt. von Gunnar Kwisinski; Goldmann, München 2004. ISBN 978-3-442-45689-5.
- 2004 Just One Look
  - Kein böser Traum, dt. von Christine Frauendorf-Mössel; Goldmann, München 2006. ISBN 978-3-442-46084-7.
- 2005 The Innocent
  - Kein Friede den Toten, dt. von Gunnar Kwisinski; Goldmann München, 2007. ISBN 978-3-442-46160-8.
- 2007 The Woods
  - Das Grab im Wald, dt. von Gunnar Kwisinski; Goldmann, München 2008. ISBN 978-3-442-46599-6.
- 2008 Hold tight
  - Sie sehen dich, dt. von Gunnar Kwisinski; Goldmann, München 2009. ISBN 978-3-442-46862-1.
- 2010 Caught
  - In seinen Händen, dt. von Gunnar Kwisinski; Page & Turner, München 2010. ISBN 978-3-442-20371-0.
- 2012 Stay Close
  - Wer einmal lügt, dt. von Gunnar Kwisinski; Page & Turner, München 2013. ISBN 978-3-442-20413-7.
- 2013 Six years
  - Ich finde dich, dt. von Gunnar Kwisinski; Page & Turner, München 2014. ISBN 978-3-442-20435-9.
- 2014 Missing You
  - Ich vermisse dich, dt. von Gunnar Kwisinski; Page & Turner, München 2015. ISBN 978-3-442-20440-3.
- 2015 The Stranger
  - Ich schweige für dich, dt. von Gunnar Kwisinski; Goldmann, München 2016. ISBN 978-3-442-20504-2.
- 2016 Fool Me Once
  - In ewiger Schuld, dt. von Gunnar Kwisinski; Goldmann, München 2017. ISBN 978-3-442-20519-6.
- 2018 Don’t let go
  - In deinem Namen, dt. von Gunnar Kwisinski; Goldmann, München 2018. ISBN 978-3-442-20544-8.
- 2019 Run Away
  - Suche mich nicht, dt. von Gunnar Kwisinski; Goldmann, München 2019. ISBN 978-3-442-20545-5.
- 2023 I Will Find You
  - Nur für dein Leben, dt. von Gunnar Kwisinski; Goldmann, München 2023, ISBN 978-3-442-20647-6.
- 2025 Nobody’s Fool
  - In tiefster Nacht, dt. von Gunnar Kwisinski; Goldmann, München 2025, ISBN 978-3-442-20687-2.

## Verfilmungen
Der erste Thriller von Harlan Coben wurde im Jahr 2006 verfilmt (Tell No One, Kein Sterbenswort). Seit 2015 sind weitere Verfilmungen erschienen.

### Spielfilme und Miniserien
| Filmtitel                     | Buchtitel                            | Anbieter     | Film-Veröffentlichung | Form                   |
| ----------------------------- | ------------------------------------ | ------------ | --------------------- | ---------------------- |
| Tell No One Kein Sterbenswort | Tell No One Kein Sterbenswort        | Amazon Prime | 2006                  | Spielfilm              |
| No Second Chance              | No Second Chance Keine zweite Chance | Amazon Prime | 2015                  | Mini-Serie (6 Folgen)  |
| The Five                      |                                      | Sky One      | 2016                  | Mini-Serie (10 Folgen) |
| Just One Look                 | Just One Look Kein böser Traum       | Amazon Prime | 2017                  | Mini-Serie (6 Folgen)  |
| Safe                          |                                      | Netflix      | 2018                  | Mini-Serie (8 Folgen)  |
| Shelter                       | Shelter Nur zu deinem Schutz         | Amazon Prime | 2023                  | Mini-Serie (8 Folgen)  |

Im Februar 2024 wurde bekannt, dass Harlan Coban die Thrillerserie Lazarus für Amazon Prime Video geschrieben hat, wobei diese auf keiner literarischen Vorlage basiert. Im Zentrum der Serie steht der forensische Psychologe Laz.

### Netflix-Fernsehserien
Im August 2018 schloss Coben einen Exklusivvertrag mit Netflix über die Verfilmung von 14 seiner Bücher ab. Aus diesem Vertrag entstanden bisher folgende Miniserien:
| Deutscher Titel       | Originaltitel                                            | Produktionsstaat                            | Veröffentlichung auf Netflix | Anzahl der Folgen |
| --------------------- | -------------------------------------------------------- | ------------------------------------------- | ---------------------------- | ----------------- |
| Ich schweige für dich | The Stranger (Der Fremde)                                | Vereinigtes Königreich                      | 30. Jan. 2020                | 8                 |
| Das Grab im Wald      | W głębi lasu (In der Tiefe des Waldes) The Woods         | Polen / Vereinigte Staaten                  | 12. Juni 2020                | 6                 |
| Kein Friede den Toten | El Inocente (Der Unschuldige) The Innocent               | Spanien                                     | 30. Apr. 2021                | 8                 |
| Kein Lebenszeichen    | Disparu à jamais (Für immer verschwunden) Gone for Goods | Frankreich                                  | 13. Aug. 2021                | 5                 |
| Wer einmal lügt       | Stay Close (Bleib nah)                                   | Vereinigtes Königreich                      | 31. Dez. 2021                | 8                 |
| Sie sehen dich        | Zachowaj spokój (Bewahre Ruhe) Hold Tight                | Polen                                       | 22. Apr. 2022                | 6                 |
| In ewiger Schuld      | Fool Me Once (Täusche mich einmal)                       | Vereinigtes Königreich / Vereinigte Staaten | 1. Jan. 2024                 | 8                 |
| Ich vermisse dich     | Missing You (Ich vermisse dich)                          | Vereinigtes Königreich                      | 1. Jan. 2025                 | 5                 |
| Kein böser Traum      | Just One Look                                            | Polen                                       | 5. März 2025                 | 6                 |
| In seinen Händen      | Caught (In seinen Händen)                                | Argentinien                                 | 26. März 2025                | 6                 |

Kein böser Traum (Just One Look) wurde erstmal 2017 in Frankreich für Amazon Prime verfilmt. 2025 folgte eine polnische Verfilmung von Netflix.
Im Dezember 2024 verkündeten verschiedene Medien, dass als Nächstes folgende Coben-Romane verfilmt werden sollen:
- Suche mich nicht (Run Away)
- Ich finde dich (Six Years)

Außerdem wurde bekannt, dass sich Netflix die Rechte an der Verfilmung der Myron-Bolitar-Reihe gesichert hat.

## Auszeichnungen
- 1996 Anthony Award – Kategorie Bester Taschenbuchroman für Deal Breaker (dt. Das Spiel seines Lebens. Goldmann, München 2000)
- 1997 Edgar Allan Poe Award – Kategorie Bester Roman als Originaltaschenbuch für Fade Away (dt. Der Insider. Goldmann, München 2007)
- 1997 Shamus Award – Kategorie Bester Roman als Originaltaschenbuch für Fade Away
- 1998 Barry Award – Kategorie Bester Taschenbuchroman für Back Spin